# جولیاناتوپ
جولیاناتوپ (به لاتین: Julianatop) یک کوه در سورینام است که در ناحیه سیپالیوینی واقع شده‌است. جولیاناتوپ ۱٬۲۸۰ متر بالاتر از سطح دریا واقع شده‌است.